# Мехо Кодро
Мехо Кодро (Мостар, 12. јануар 1967) бивши је југословенски и босанскохерцеговачки фудбалер, а садашњи фудбалски тренер.

## Биографија

### Клуб
Фудбалску каријеру је започео у мостарском Вележу 1985. године, играо је на позицији нападача. Први уговор са Вележом је потписао када је клуб водио Душко Бајевић, а први гол као професионалац постигао против Сарајева, у утакмици која се завршила нерешеним резултатом 2:2. Године 1986. освојио је Куп Југославије са Вележом, победом у финалу против Динама из Загреба. Након добрих игара уследио је позив у репрезентацију Југославије. Отишао је у шпански Реал Сосиједад 1991. године, где је оставио дубок траг са 73 постигнута гола у 129 лигашких утакмица.
Углед у Примери му је порастао, тако је привукао пажњу великих клубова. У сезони 1995/1996. Јохан Кројф га је довео у Барселону, где није показао пуни потенцијал због неколико повреда и постигао само 9 голова у 32 утакмице. Остао је упамћен по два поготка 10. фебруара 1995. године у победи од 3:0 над ривалским Реалом из Мадрида. Са Барселоном је био освајач шпанског супер купа 1996. године. Крајем сезоне напустио је клуб и придружио се клубу Тенерифе где је остао наредне три сезоне. Ту се делимично вратио у форму, где је на укупно 72 утакмице постигао 18 голова.
Кодро је у сезони 1999/2000. стигао у Депортиво Алавес и постигао 5 голова у 30 мечева. После тога одлази у Израел где је играо за Макаби из Тел Авива до 2002 године. За Макаби је постигао 1 гол у 9 утакмица. У Тел Авиву је 2002. године и завршио играчку каријеру. На 263 утакмице у шпанској Примери постигао је 105 голова.

### Репрезентација
Одиграо је две утакмице за репрезентацију Југославије, обе пријатељске, против Шведске 1991. и Холандије 1992. године.
Након распада Југославије, средином 90-их и почетком 2000-их играо је за Босну и Херцеговину. Наступио је на 13 утакмица и постигао три поготка у дресу БиХ.

### Тренер
Постао је помоћни тренер Хосеу Бакеру у Реал Сосиједаду 2006. године након што је радио у млађим селекцијама. Био је селектор фудбалске репрезентације БиХ од 5. јануара 2008 до 16. маја 2008. када је отпуштен од стране руководства фудбалског савеза БиХ због свог противљења игрању утакмице између селекција БиХ и Ирана.
У наредним годинама Кодро је био шеф стручног штаба у Сарајеву у Премијер лиги Босне и Херцеговине и швајцарској екипи Сервет.

## Приватни живот
Кодров син, Кенан, такође је фудбалер, репрезентативац БиХ и игра на позицији нападача. Две године му је био тренер у Реал Сосиједаду Б.

## Успеси
- Вележ
  - Куп Југославије: победа 1986, финале 1989.

- Барселона
  - Куп Шпаније: финале 1996.

- Макаби Тел Авив
  - Куп Израела: победа 2001.